# Riflesso verticale
Il riflesso verticale di un gatto è la sua innata capacità di raddrizzarsi mentre è in caduta per atterrare con le zampe. Il riflesso verticale inizia a comparire nell'animale intorno alle 3/4 settimane di età, e si perfeziona verso le 7 settimane. I gatti sono capaci di eseguire questa manovra in quanto dotati di una colonna vertebrale insolitamente flessibile e di clavicole non funzionali.
L'altezza minima richiesta perché avvenga completamente questo riflesso (in sicurezza) è di circa 90 cm. Anche i gatti senza una coda hanno questa capacità in quanto un gatto muove perlopiù le zampe posteriori e si basa sulla conservazione di momento angolare per prepararsi all'atterraggio, la coda è poco usata per questa manovra.

## Tecnica

Animazione schematica del moto di raddrizzamento

Dopo aver distinto l'alto dal basso visivamente o con il loro apparato vestibolare (l'orecchio interno), i gatti riescono a girarsi in volo fino ad essere rivolti con il muso verso il basso senza mai cambiare il proprio momento angolare, questo permette loro di evitare di rivoltarsi indefinitamente durante il volo.
Sono in grado di compiere questa manovra grazie ai seguenti passaggi chiave:
1. Si piegano in mezzo alla schiena così che la parte davanti del loro corpo ruoti su un asse differente rispetto a quella posteriore.
2. Ritirano le zampe anteriori per ridurre il momento inerziale della parte anteriore del proprio corpo ed estendono le zampe posteriori per aumentare il momento inerziale della parte posteriore così da poter ruotare la parte anteriore piuttosto lontano (circa di 90°) mentre il retro ruota nella direzione opposta di molti meno gradi (circa 10°).
3. Estendono le zampe anteriori e ritirano quelle posteriori così da ruotare la parte posteriore di molto mentre quella anteriore ruota di molto meno.

A seconda della flessibilità del gatto e del momento angolare iniziale, se presente, il gatto può aver bisogno di ripetere le ultime due fasi diverse volte per poter completare una rotazione di 180°.

## Velocità limite
In aggiunta al riflesso verticale i gatti hanno un certo numero di altre caratteristiche che permettono loro di ridurre il danno di una caduta. La loro dimensione minuta, la struttura ossea leggera e il pelo folto diminuiscono la loro velocità limite. Inoltre, una volta raddrizzatisi possono anche allargare il proprio corpo per aumentare la resistenza all'aria e rallentare di poco la caduta.
La velocità limite di un gatto in caduta libera è di 100 km/h mentre quella di un essere umano in una posizione da "caduta libera" è di 210 km/h. Alla velocità limite inoltre i gatti si rilassano mentre cadono, ciò li protegge in qualche modo al momento dell'impatto. Ad ogni modo è stato sostenuto che, dopo aver raggiunto la velocità terminale, i gatti si orienterebbero con gli arti in orizzontale in modo tale da far impattare al suolo prima il proprio corpo.

## Lesioni
Grazie al riflesso verticale, spesso i gatti atterrano illesi. Questo non accade sempre, in quanto possono comunque rompersi delle ossa o morire per delle cadute estreme.
In uno studio del 1987 pubblicato sul Journal of the American Veterinary Medical Association, di 132 gatti che furono portati al New York Animal Medical Center dopo essere caduti da dei palazzi, si scoprì che le lesioni riportate dai gatti aumentavano in base all'altezza della caduta fino a circa sette piani, mentre oltre i sette piani diminuivano. Gli autori dello studio specularono sul fatto che, dopo esser caduti dal quinto piano, i gatti, raggiungessero la velocità limite e quindi si rilassassero per allargare i propri corpi per aumentare l'attrito dinamico con l'aria. Tuttavia lo studio venne criticato, in quanto le cadute rivelatesi fatali all'istante dell'impatto non furono considerate (visto che un gatto già morto non viene portato dal veterinario), facendo quindi cadere l'ipotesi secondo la quale, oltre i sette piani, le lesioni riportate dai gatti diminuissero. Uno studio successivo, del 2003, concluse che "le cadute da e oltre il settimo piano sono associate a lesioni più gravi e con un tasso di trauma toracici maggiore".

## Riferimenti
- Felis silvestris catus
- Paradosso del gatto imburrato